# St. Paulinus (Welling)

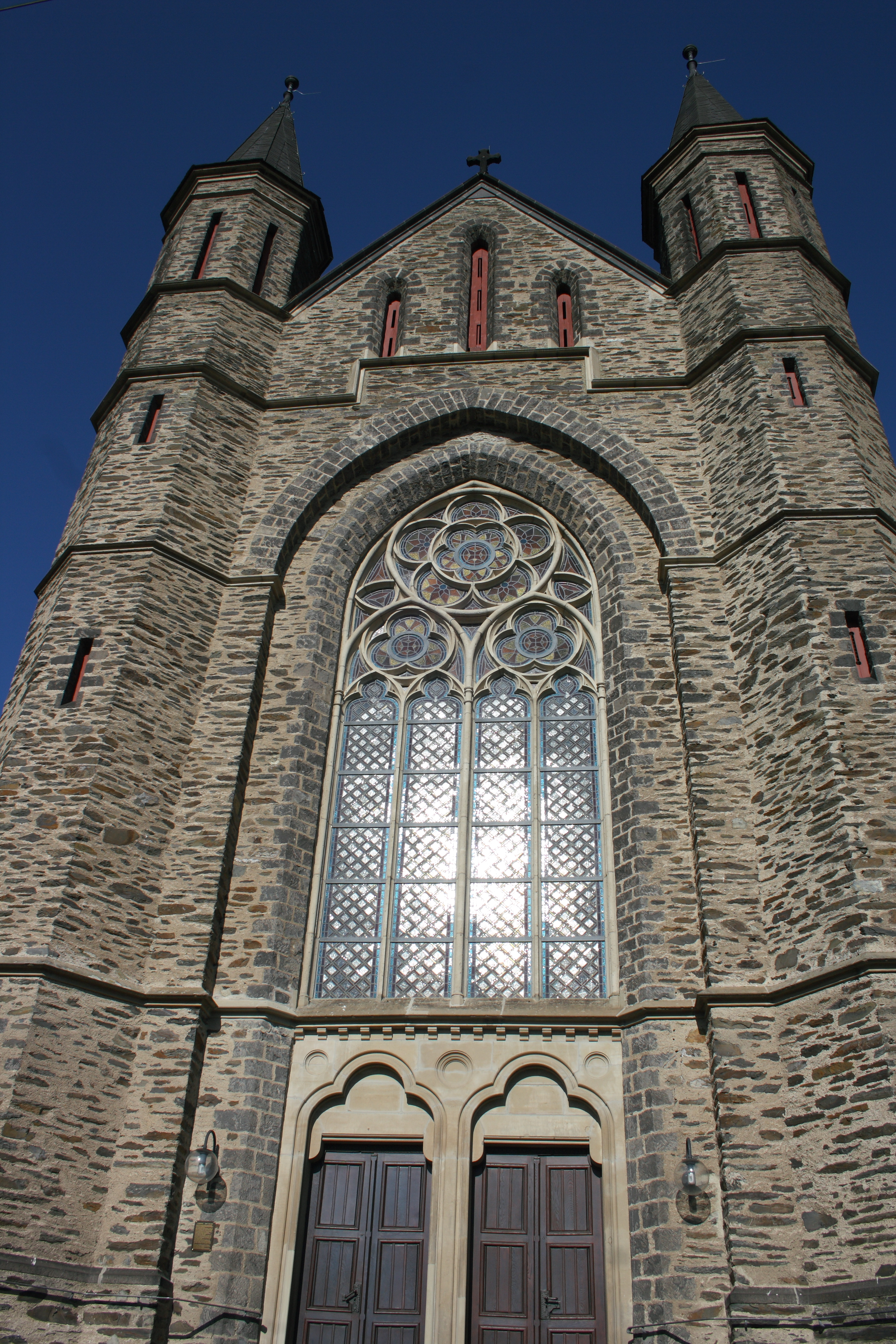
Hauptfassade

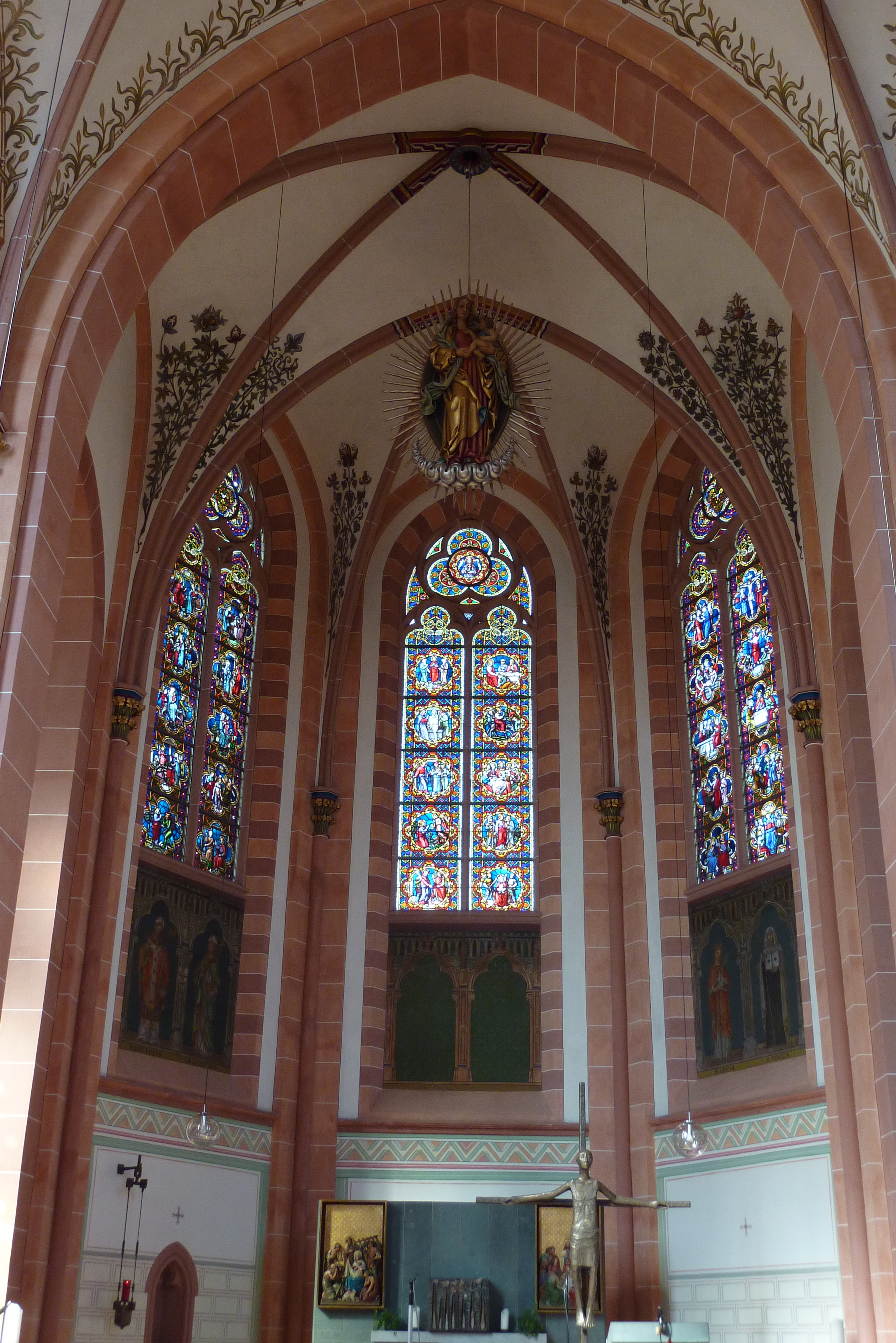
Chor der Kirche

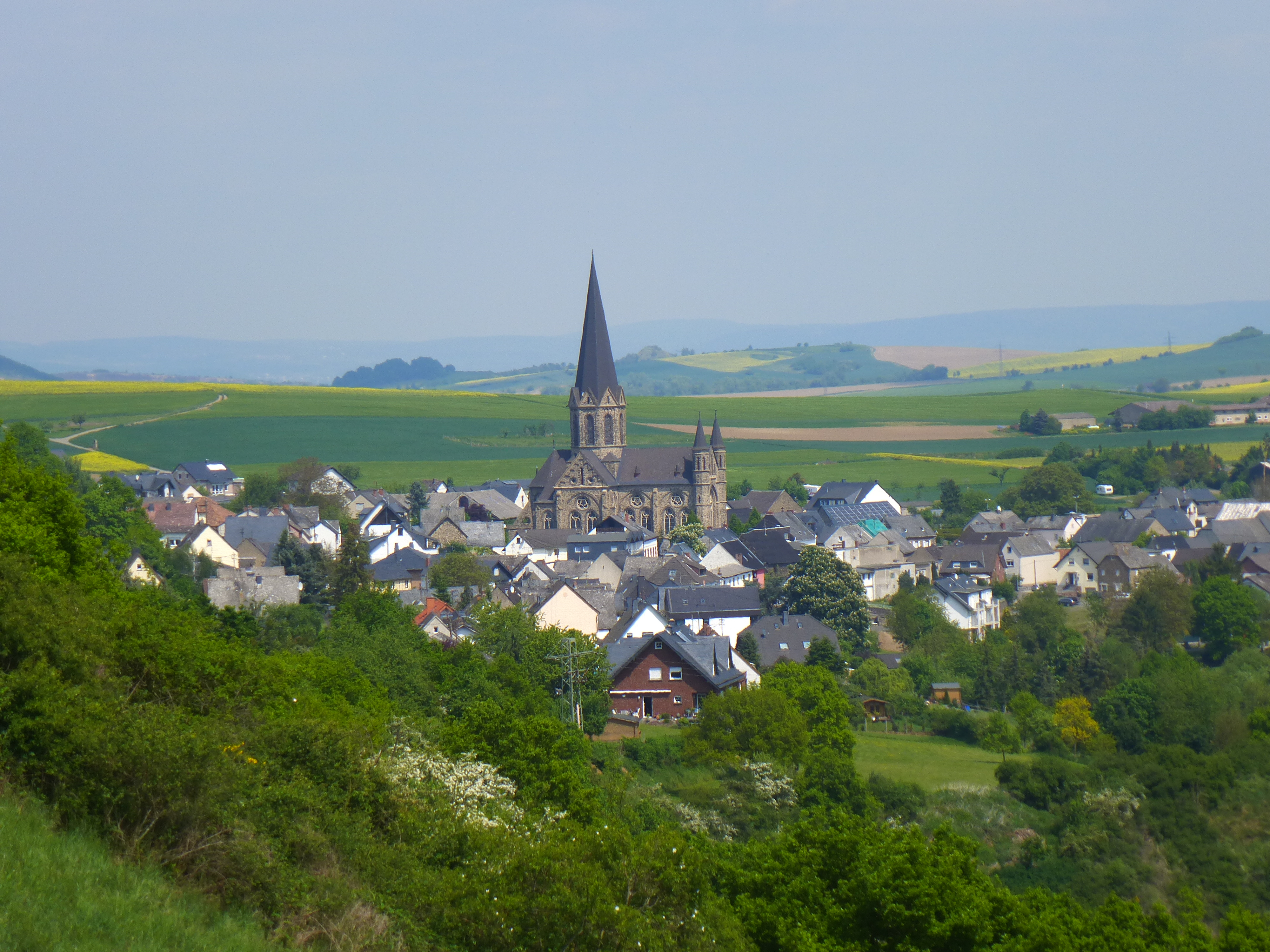
Die Kirche dominiert das Ortsbild von Welling

Die katholische Pfarrkirche St. Paulinus in Welling, einer Ortsgemeinde im Landkreis Mayen-Koblenz in Rheinland-Pfalz, wurde von 1881 bis 1883 errichtet. Sie ist ein geschütztes Baudenkmal.

## Geschichte
Da die alte Kirche in Welling in der Mitte des 19. Jahrhunderts für die etwa 1100 Gemeindemitglieder zu klein geworden war, wurde nach den Plänen des Architekten Caspar Clemens Pickel ein Neubau errichtet, der am 12. Mai 1884 durch den Weihbischof Johann Jakob Kraft konsekriert wurde.

## Architektur
Die Kirche ist ein neugotischer Bau mit Bruchsteinen aus den Wellinger Steinbrüchen. Sie steht auf einer kleinen Anhöhe in der Dorfmitte und hat eine Länge von 44 Meter bei einer Gesamthöhe bis zur Turmspitze von 65 Meter. Die weithin sichtbare Kirche bietet Platz für 750 Personen. Sie besitzt einen einschiffigen Hauptbau und ein breites Querschiff, an das sich der Chor anschließt. Von außen wie kleine Apsiden aussehend, schließt sich ein Kranz von Nischen um den Chor an, die als Sakristei und Sakramentenkammer genutzt werden.
Der Glockenturm erhebt sich über dem Gewölbe der Vierung. Eine hölzerne Orgelempore befindet sich über dem im Süden gelegenen Haupteingang. Kreuzrippengewölbe überspannen das Kirchenschiff, das von spitzbogigen Zwillingsfenstern hell erleuchtet wird. Der Chor besitzt große Maßwerkfenster, die noch die ursprüngliche Bleiverglasung bewahrt haben. Die 1992 renovierten Fenster stellen das Leben Jesu dar.
Details der Chorfenster:

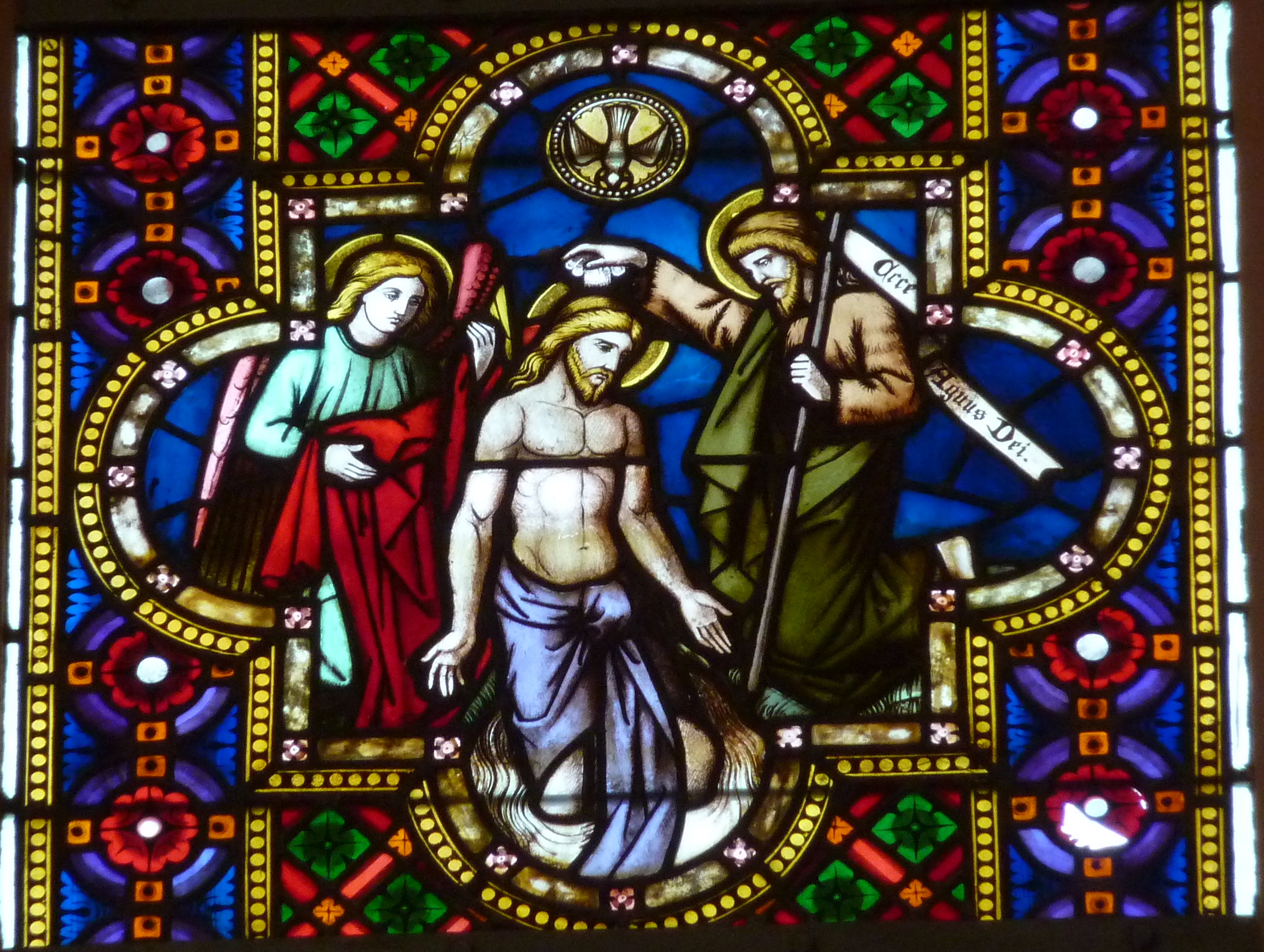
Taufe Jesu
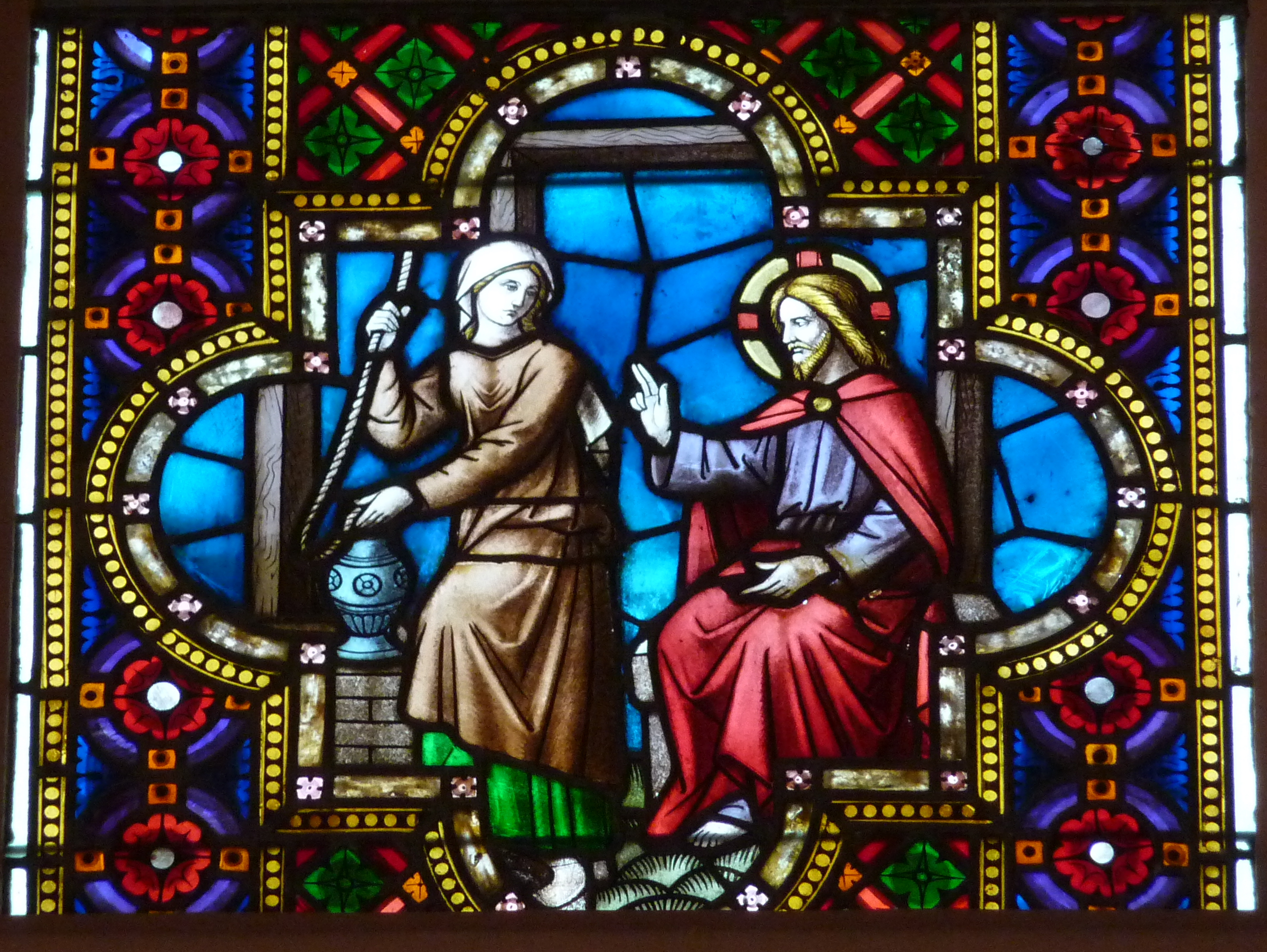
Jesus und die Samariterin
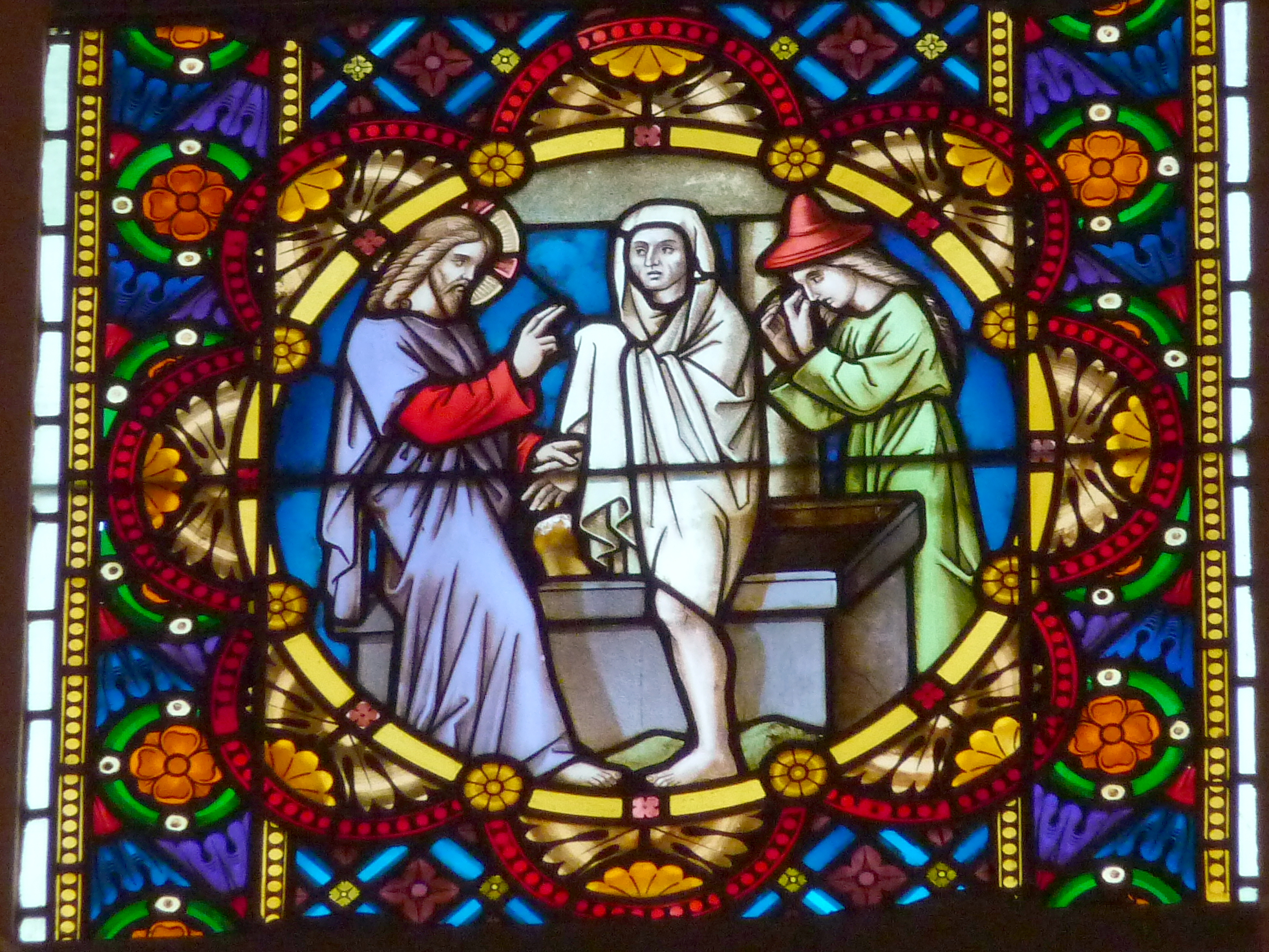
Auferweckung des Lazarus
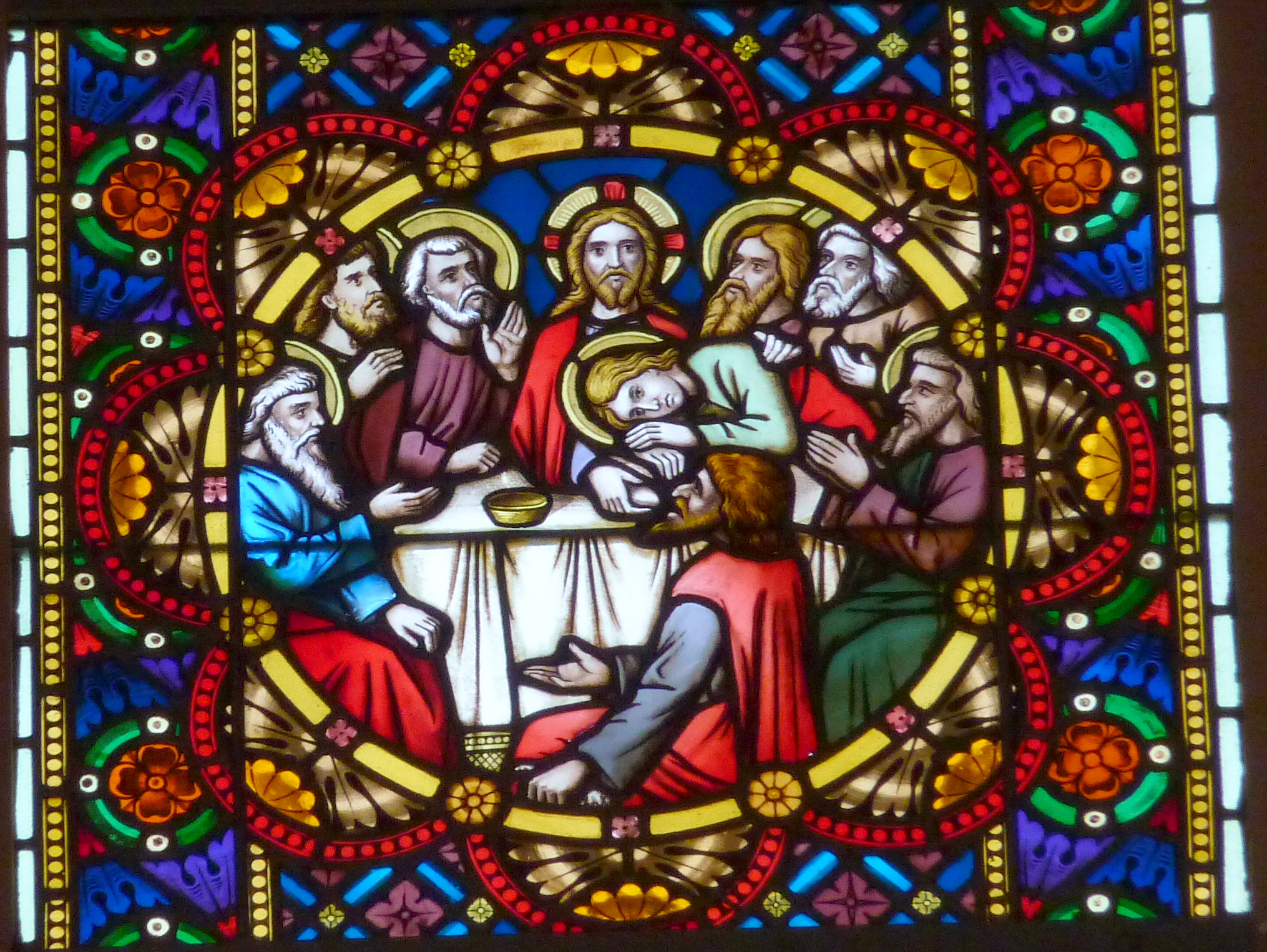
Letztes Abendmahl

Die Pfeiler der Vierung, die Türeinfassungen und die Gesimse sind aus Mayener Basaltlava. Die Maßwerke der Fenster, Wanddienste und Gewölberippen sind aus Udelfangernem Sandstein und Weibernem Tuff gefertigt. Die ursprünglich mit heimischem Schiefer gedeckten Dächer bekamen bei der Renovierung im Jahr 1981 Kunstschiefer.

## Ausstattung
Der größte Teil der Kirchenausstattung stammt aus der alten Kirche. Am linken Chorpfeiler steht die Holzskulptur des hl. Paulinus, des Schutzpatrons der Kirche. Die Figuren der ehemaligen Kanzel, die vier Evangelisten, wurden an der Hauptwand des linken Seitenschiffes angebracht. Der neugotische Kreuzweg befindet sich an den Seitenwänden des Kirchenschiffs.